# ゴル・スターヴ教会
ゴル・スターヴ教会（英語: Gol stave church、ノルウェー語: Gol stavkirke）は、ノルウェーのブスケルー県、ハリンダル渓谷に位置するゴルに建てられ、その後ノルウェーの首都オスロ市ビグドイ半島のノルウェー民俗博物館に移築されたスターヴ教会（樽板教会）である。

## 概要
ゴル・スターヴ教会は年輪年代測定法により1212年に建築されたと考えられる。ゴル市は1880年に新しい教会を建てる事を決め、古い木造のゴル・スターヴ教会を取り壊す事にした。しかし、文化財として価値のあるこの教会を壊してしまうのはもったいないという事で、オスロ郊外ビグドイ地区の、当時のノルウェー国王であったオスカル2世による世界初の野外博物館である『オスカル2世コレクション』に移築される事となった。移築および修復は1885年には完了した。その後、1894年から1907年に掛けて、この私的博物館は拡張されノルウェー民俗博物館として整備された。
1980年代に、ゴル市民の要望もあって、ゴル市内の元々ゴル・スターヴ教会が建っていた場所から少し離れたところに、オリジナルとほぼ同じ同じ外観を持つレプリカが建設された。このレプリカは、内装は近代的なものであり、ノルウェー国内に現存する28のスターヴ教会にはカウントされていない。また、アメリカ合衆国のノースダコタ州、マイノット市にあるスカンディナヴィア歴史遺産公園にも、ゴル・スターヴ教会のレプリカが建てられている。